# شهرستان پوگرانیچنی
شهرستان پوگرانیچنی (به لاتین: Pogranichny District) یک شهرستان در روسیه است که در سرزمین پریمورسکی واقع شده‌است.